# Fritelle
La fritelle, également appelée fritelli (singulier fritellu), est un beignet corse à base de farine de blé ou de châtaigne frite (fritelle castagnine),. Une préparation de ces beignets est appelée Fritelli di Casgiu Frescu avec du fromage frais (ou Brocciu) ou Fritelli di Salciccia avec de la saucisse.
Selon un compte rendu du Scribners Monthly de 1880, les châtaignes étaient ramassées parmi celles qui étaient tombées (et il était déconseillé de frapper les arbres pour les faire tomber). Les noix étaient ensuite transportées dans des cabanes et placées à six pouces de profondeur dans des plateaux où elles étaient cuites lentement au feu de bois vert jusqu'à ce qu'elles soient dures et sèches. Dans cet état, elles pouvaient être conservées pendant des années et étaient moulues en farine « comme le maïs ou le blé », qui était ensuite transformée en fritelle ou en d'autres plats comme la pulenta (polenta), les necci, les pattoni, les castagnaccio et les cialdi.

## Sources bibliographiques
- Christiane Schapira, La bonne cuisine corse, Paris, Solar, 1994 (ISBN 2263001778)
- Paul Silvani, Cuisine corse d'antan - Cucina corsa di prima, Ajaccio, La Marge, 1991 (ISBN 2865230937)